# Glen Kamara
Glen Adjei Kamara, född 28 oktober 1995, är en finländsk fotbollsspelare som spelar för Rennes FC.

## Klubbkarriär
Den 13 juli 2017 värvades Kamara av Dundee, där han skrev på ett tvåårskontrakt. I januari 2019 värvades Kamara av Rangers, där han skrev på ett 4,5-årskontrakt.
Den 31 augusti 2023 värvades Kamara av Leeds United, där han skrev på ett fyraårskontrakt. I augusti 2024 köpte Rennes honom för ca 10 miljoner euro.

## Landslagskarriär
Kamara debuterade för Finlands landslag den 9 november 2017 i en 3–0-vinst över Estland.